# Gustav Bauer (Maschinenbauer)

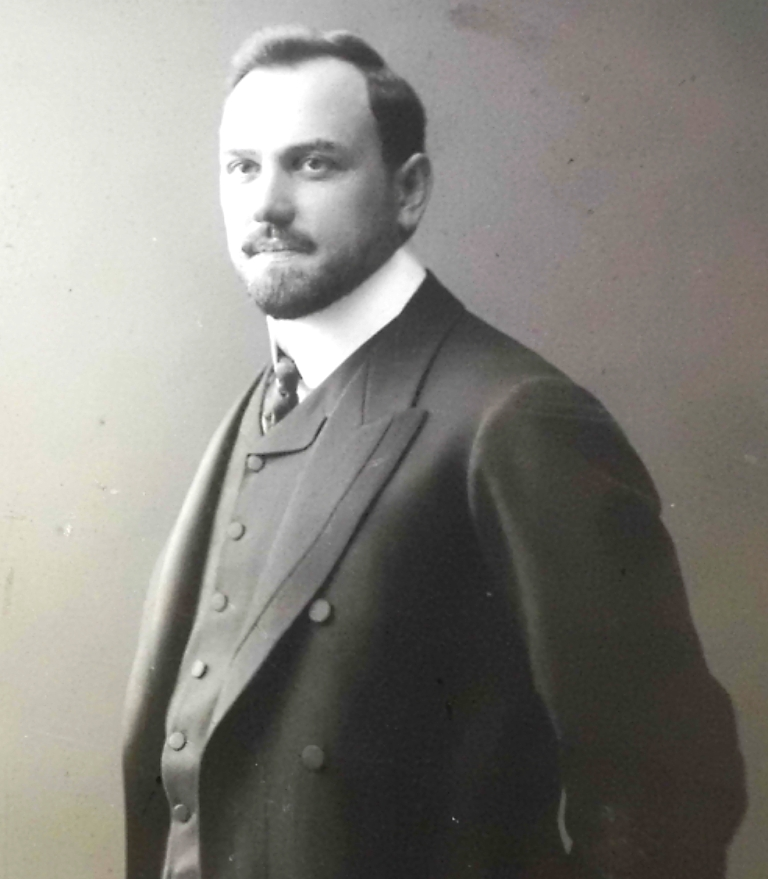
Gustav Bauer (um 1900)

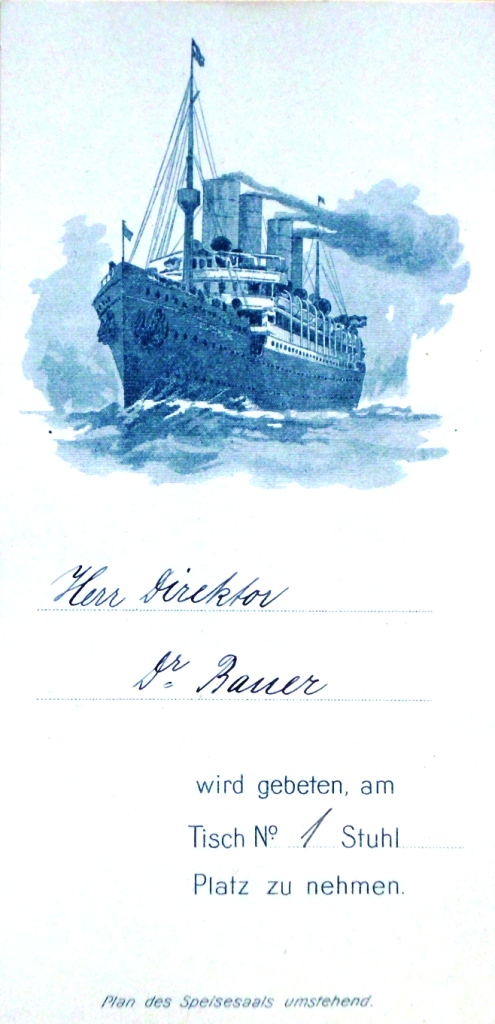
Einladungskarte zur Teilnahme an der Probefahrt des Passagierschiffes Deutschland am 2. Juni 1900

Gustav Bauer, auch Gustav Bauer-Schlichtegroll, (* 1. Dezember 1871 in München; † 6. Dezember 1953 in Hamburg) war ein deutscher Maschinenbauingenieur, der als Konstrukteur von Antriebsmaschinen für Schnelldampfer hervortrat.

## Schule und Ausbildung
Geboren wurde er als Sohn des Mathematikprofessors Gustav Bauer senior und dessen Frau Amalie Bauer geborene von Schlichtegroll. Nach dem Abitur an einem humanistischen Gymnasium in München (1888) begann er ein Medizinstudium an der Ludwig-Maximilians-Universität München. 1890 wechselte er an die Technische Hochschule München und absolvierte ein Maschinenbaustudium, das er 1894 mit dem akademischen Grad eines Diplom-Ingenieurs abschloss. 1895 folgte seine Promotion – zum Dr. phil., da der Grad des Doktor-Ingenieurs im Königreich Bayern erst im Januar 1901 eingeführt wurde.

## Bauer als Ingenieur
Seine berufliche Laufbahn begann er im April 1895 als Maschinen-Assistent auf Schiffen der Reederei Norddeutscher Lloyd. Im Oktober 1895 wechselte er zunächst als Volontär auf die Werft AG Vulcan in Stettin-Bredow. Diese Werft war zu dieser Zeit die bedeutendste Schiff- und Maschinenbau-Anstalt im Deutschen Reich, auf der 1897 die Kaiser Wilhelm der Große entstand, die als erstes deutsches Schiff das Blaue Band errang. Bauer arbeitete bald darauf als Konstrukteur, 1902 wurde er zum Oberingenieur ernannt und wurde 1906 Stellvertreter des Maschinenbaudirektors Justus Flohr. 1908 erfolgte der Wechsel zum Vulcan-Zweigbetrieb AG Vulcan Hamburg, der 1905 als Großwerft zum Bau der seinerzeit größten Schiffe gegründet wurde und Mitte 1909 den Betrieb aufnahm. 1911 wurde er als Nachfolger Flohrs zum Maschinenbaudirektor in Stettin und Hamburg ernannt. Diese Funktionen hatte er bis 1926 inne. Durch die Integration der Vulkan-Werften in die Deschimag, einen Zusammenschluss von acht norddeutschen Werften, verlegte er seine berufliche Tätigkeit nach Bremen zur AG Weser. Dort wurde er 1927 von dieser Gesellschaft zum technischen Generaldirektor ernannt und wurde Mitglied des Vorstands. Hier übernahm er die Leitung bei Entwurf, Konstruktion und Bau der gesamten Kessel- und Maschinenanlage des Schnelldampfers Bremen, der nach der Indienststellung 1929 bereits auf der ersten Reise das Blaue Band gewann.
In den folgenden Jahren war er u. a. maßgeblich an der Entwicklung von Hochdruck-Dampfanlagen beteiligt, deren Umsetzung bei den Ostasien-Schiffen Gneisenau und Scharnhorst der AG Weser erfolgte. Diese Schiffe und die im selben Fahrtgebiet eingesetzte Potsdam von der Hamburger Werft Blohm & Voss waren die ersten Handelsschiffe der Welt, auf denen zum Antrieb Hochdruck-Dampfanlagen mit Zwangdurchlaufkesseln der Bauart Benson eingesetzt wurden. Diese Technologie wurde anschließend auch auf Marineschiffe anderer deutscher Werften übertragen und stand im Wettbewerb zu den doppelt wirkenden Dieselmotoren, die einen geringeren spezifischen Treibstoffverbrauch aufwiesen. Die Ernennung zum Generaldirektor der Deschimag führte dazu, dass ihm neben dem Maschinenbau auch der Schiffbau unterstellt wurde.
1946 schied er aus dem Vorstand der Deschimag / AG Weser aus, blieb dem Unternehmen aber bis zu seinem Tod technischer Berater verbunden.

## Bauer als Wissenschaftler
In den verschiedenen beruflichen Funktionen fand er immer wieder Zeit für wissenschaftliche Untersuchungen, und so entstanden viele Veröffentlichungen in Form von Aufsätzen oder Büchern.
Ein Teil dieser Erkenntnisse wurden patentiert und zum Teil sehr erfolgreich in die Praxis umgesetzt. Ein gutes Beispiel dafür ist die Entwicklung und Konstruktion der Bauer-Wach-Abdampfturbine. Turbinen nach diesem System nutzten die Druckdifferenz aus dem restlichen Dampfdruck des Niederdruckzylinders der Dampfmaschine und dem Unterdruck des Kondensators. Durch dieses Prinzip wurde die Effizienz der Kolbendampfmaschine erheblich verbessert. Er förderte Hermann Föttinger, den Entwickler des Föttinger-Getriebes, und war an der Entkopplung von Schwingungen (Föttinger-Kupplung) beteiligt, die durch viele gemeinsame Patente geschützt wurden. Viele, auch ausländische Unternehmen, die im Schiffsmaschinenbau engagiert waren, wurden Lizenznehmer des Stettiner Vulcans und seiner Rechtsnachfolger. Aber auch in Lokomotiven, Lastkraftwagen und bei anderen Anwendungen fanden Föttinger-Getriebe und besonders Föttinger-Kupplungen Anwendung.
1902 gab Bauer ein Handbuch zur Berechnung von Schiffsmaschinen und Kesseln heraus, das bis 1927 zu einem vierbändigen Werk anwuchs. Es entwickelte sich unter dem Namen Der Schiffsmaschinenbau zum Standardwerk der Werften, Reedereien und den Maschinenbaubetrieben der Werftzulieferindustrie. Vor dem Verein Deutscher Ingenieure (VDI) und der Schiffbautechnischen Gesellschaft (STG) berichtete er mehrfach in bedeutenden Fachvorträgen über seine innovativen technischen Entwicklungsarbeiten. Dem Vorstand der STG gehörte er viele Jahre an.
Von 1926 bis 1937 unterrichtete Bauer als Honorarprofessor für Schiffsmaschinenbau an der Fakultät III für Maschinenwesen, Fachabteilung für Schiff- und Schiffsmaschinenbau, der Technischen Hochschule Berlin.

## Schiffe
- Imperator, später RMS Berengaria, bei der AG Vulcan Hamburg gebaut
- Kaiser Wilhelm II., errang 1906 das Blaue Band
- Kronprinzessin Cäcilie, bei der AG Vulcan Stettin gebaut
- Bremen, errang 1929 das Blaue Band

## Auszeichnungen
Die Schiffbautechnische Gesellschaft verlieh ihm für seine Verdienste 1916 die silberne Denkmünze und 1925 mit der goldenen Denkmünze ihre höchste Auszeichnung.
Bauer wurde von der Technischen Hochschule München mit der Ehrendoktorwürde als Dr.-Ing. E. h. ausgezeichnet.
Am 1. Oktober 1944 wurde ihm das Adlerschild des Deutschen Reiches mit der Prägung DEM GROSSEN / DEUTSCHEN SCHIFFS / MASCHINENBAUER verliehen.